# 치석

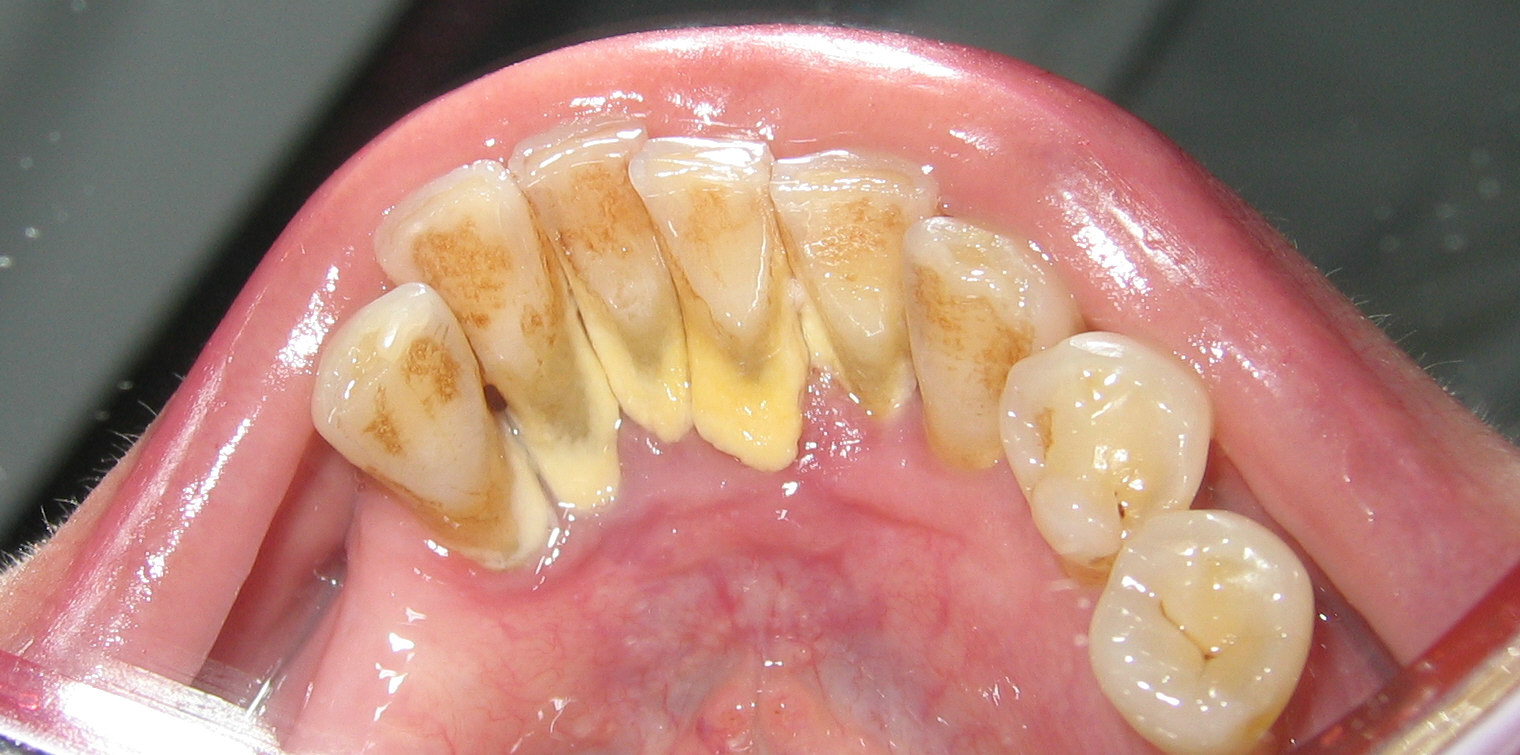
치석

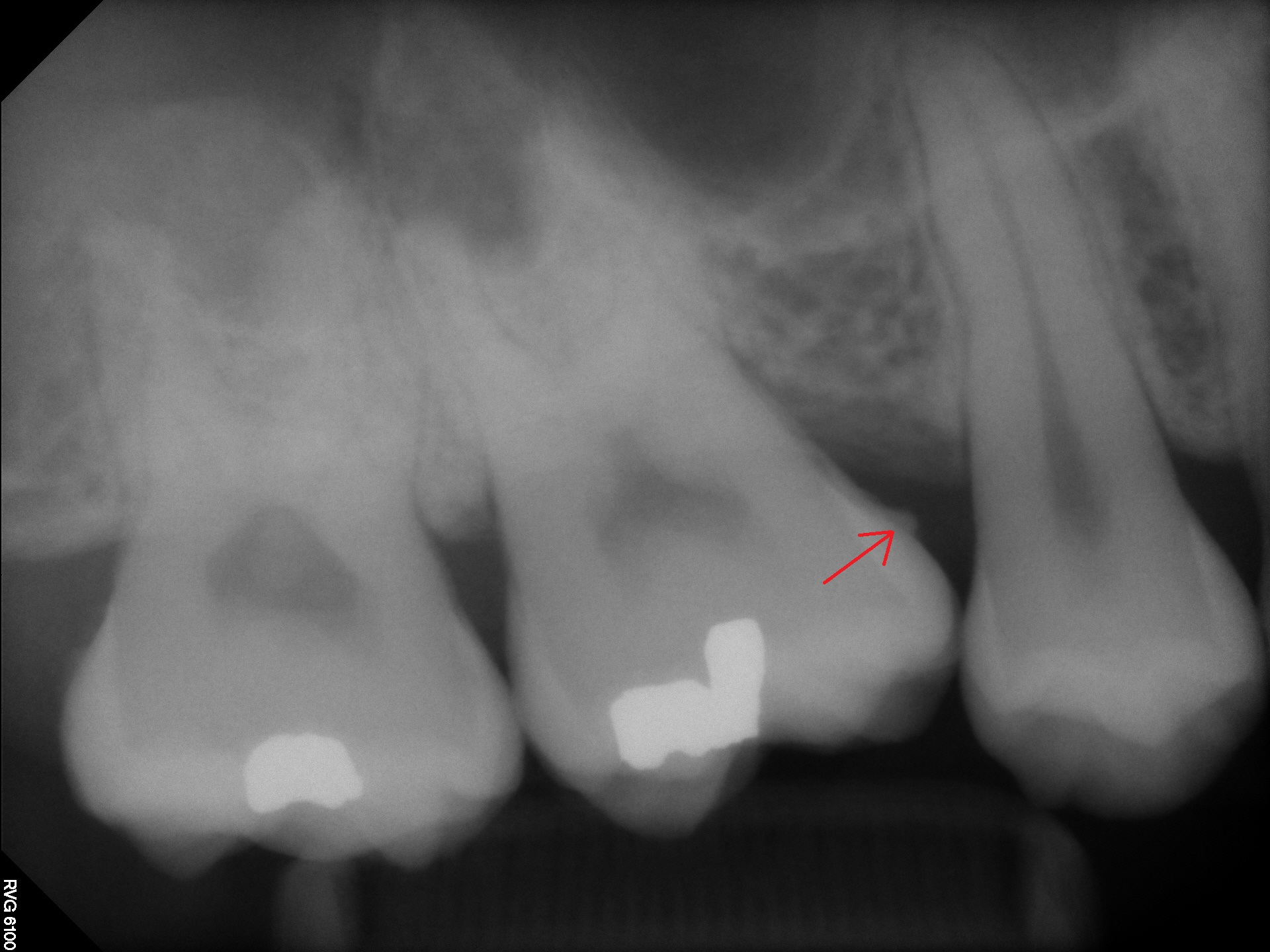
방사선 사진 상에서 관찰된 치석

치과학에서 치석(齒石, calculus, tartar, 문화어: 이돌)은 이 위에 굳어져 쌓인 물질(다시 말해, 이의 안쪽 밑동 부분에 침에서 분비된 석회분이 부착해 굳어진 물질)을 일컫는다. 이 물질들은 치태가 연속적으로 계속 자리를 잡으며 형성된다. 거친 표면은 앞으로의 치태가 형성하기 쉽게 만드는 매개체를 제공하는데 잇몸의 건강을 위협한다. 치석은 이빨에 필요하지 않은 불순물들을 자연 치아 보다 흡수하기 쉬운 경향이 있다.
치석이 쌓인 것들은 적절한 구강 검진을 하지 못했을 때 일어난다. 한 번 형성되면, 보통 이에 굳건히 달라붙어 집에서 개인이 제거하기 힘들게 만든다. 그러므로 치석 환자들은 치과 전문의를 찾아서 음파 도구와 치석 제거기를 사용하여 치석을 제거할 것에 대해 문의해야 한다.

## 용어
치석의 영어 낱말은 calculus 또는 tartar이다. calculus의 경우 그리스어 낱말 calcis에서 비롯한 것으로, 석회암이라는 용어에서 기원하는 다양한 종류의 돌에 대한 용어이다. "calculate"(수학적 목적으로 돌을 사용), "calculus"와 더불어 인체와 동물체의 신장 결석과 이의 미네랄 등에 대하여 18세기에 쓰이게 되었다. 한편, tartar의 경우 또한 그리스어 낱말이 기원이지만, 19세기 초에 치아의 인산 칼슘에 대한 용어로 쓰이게 되었다.

## 치석의 성분
치석은 비유기(미네랄) 및 유기 성분으로 이루어져 있다. 미네랄 성분의 치석은 치아의 위치에 따라 약 40~60%에 걸쳐 있으며, 주로 4개의 주요 미네랄 성분으로 분류되는 인산 칼슘 결정으로 이루어져 있는데 아래에는 칼슘 대비 인산염의 비율이 높은 순서대로 나열한 것이다:
- 하이드록시아파타이트 Ca
5(PO
4)
3OH,
- 휘틀로카이트 Ca9(Mg,Fe)(PO4)6(PO3OH),
- 인산 옥타칼슘 Ca8H2(PO4)6.5H2O,
- 브루사이트 CaHPO
4·2H
2O.

## 생성 원리
치석은 점진적으로 층층이 형성되며, 전자현미경이나 광학현미경에서 쉽게 확인된다. 이러한 층은 치태의 주기적인 석회화 과정에서 형성되지만, 이러한 과정의 정확한 시기와 유발 요인은 명확히 밝혀지지 않았다. 치석 형성은 개인마다, 그리고 구강 내 다른 부위마다 크게 차이를 보인다. 치석 형성에 영향을 미치는 요인으로는 연령, 성별, 인종적 배경, 식단, 구강 내 위치, 구강 위생 상태, 세균성 치태 구성, 숙주의 유전적 요인, 전문적인 치과 치료 접근성, 신체 장애, 전신 질환, 흡연, 약물 복용 등이 있다.
치은연상 치석(Supragingival calculus)은 상악(위턱) 대구치의 협면(볼쪽)과 하악(아래턱) 앞니의 설면(혀쪽)에서 가장 많이 형성된다. 이러한 부위는 이하선과 설하선 근처에 위치하여 타액의 흐름을 가장 많이 겪기 때문이다.
치은연하 치석(Subgingival calculus)은 잇몸 아래에서 형성되며, 일반적으로 검은색 색소를 띠는 세균의 존재로 인해 어두운 색을 나타낸다. 이러한 세균은 치은 출혈 시 헴에서 얻은 철층으로 코팅된다. 화석화된 세균이 치은연하 치아 표면의 특정 부위에 먼저 부착되는 이유는 완전히 밝혀지지 않았지만, 첫 번째 층이 형성된 후에는 전기적 충전의 영향으로 더 많은 치석 성분이 동일한 부위로 자연스럽게 끌려온다. 이는 치석 내 칼슘 인산염 염이 전기적으로 불안정한 이온 상태로 존재하기 때문이다(치아의 주요 성분인 칼슘 인산염과는 다름). 화석화된 세균은 무질서하게 쌓이며, 떠다니는 이온 성분(칼슘 인산염 염)이 틈을 메운다.
결과적으로 형성된 단단한 구조는 콘크리트와 유사하며, 화석화된 세균이 골재 역할을 하고, 작은 칼슘 인산염 염이 시멘트 역할을 한다. 이러한 "경화된" 치석 형성은 치주 질환과 그 치료의 핵심 요소이다.

## 예방
시트르산아연이 포함된 치약이 플라그 축적과 관련하여 통계적으로 상당한 감소가 있다고 입증된 바 있으나 의학적 중요성이 의심스러울 정도로 그다지 대단하지 않은 편이다. 일부 치석은 플라그 축적이 없어도 형성될 수 있으며 피막(dental pellicle)의 직접적인 광화 작용에 의해서 발생할 수 있다.

## 같이 보기
- 스케일링 - 치석 제거